# Ricardo Bayer
Ricardo Bayer, född 11 november 1903, död 28 maj 1970, var en friidrottare från Chile. Han deltog vid olympiska sommarspelen 1928.